# Симфонический оркестр Санкт-Петербургской филармонии
Заслуженный коллектив России Академический симфонический оркестр Санкт-Петербургской филармонии (сокращённо — ЗКР АСО) — симфонический оркестр в Санкт-Петербурге, старейший симфонический оркестр России. Основная концертная площадка — Большой зал Санкт-Петербургской филармонии им. Д. Д. Шостаковича. С января 2022 года главный дирижёр оркестра — Николай Алексеев. Главный приглашённый дирижёр — Шарль Дютуа.

## История

### Дофилармоническая история
Придворный оркестр был учрежден в 1882 году по распоряжению императора Александра III из двух расформированных оркестров и до 1897 года назывался Придворный Музыкантский Хор. Принципиальным требованием Императора было формирование оркестра исключительно из подданных Российской империи.
Начальником оркестра был назначен полковник (впоследствии генерал-лейтенант) барон К.К. Штакельберг, капельмейстерами оркестра были Г.К. Флиге, Г.И. Варлих, Э.Е. Беллинг. Организованный как военное подразделение Министерства Двора, Придворный Музыкантский Хор был занят по преимуществу обеспечением нужд Императорского Двора — сопровождением императорских завтраков, торжественных приемов и балов. С 1897 года его функции расширяются, оркестр постепенно уходит от военной организации, музыканты получают звание артистов Придворного Оркестра. С начала XX века Придворный Оркестр дает концерты в Зале Дворянского Собрания (ныне – Большой зал филармонии).
После Февральской революции 1917 года барон Штакельберг ушел в отставку, а Придворный оркестр стал называться Государственным. С 1917 по 1920 гг. оркестром был приглашен руководить С.А. Кусевицкий, выдающийся дирижер своей эпохи. В сложный исторический момент, когда после отъезда Кусевицкого за границу, оркестр находился под угрозой расформирования, нарком просвещения А.В. Луначарский способствовал организации нового научно-просветительского учреждения, получившего название Петроградской Филармонии, ядром которого стал государственный оркестр.

### Филармоническая история
В 1920-е годы оркестром Ленинградской филармонии (Ленинградским филармоническим оркестром) руководили Эмиль Купер, затем Николай Малько, а в качестве гастролёров выступали Феликс Вайнгартнер, Бруно Вальтер, Отто Клемперер, Димитрис Митропулос, Вацлав Талих. В исполнении ленинградского оркестра звучали советские премьеры сочинений Прокофьева, Шостаковича, Брукнера, Рихарда Штрауса, Малера, Дебюсси, Берга, Стравинского. В 1934 оркестр первым в стране получил звание Заслуженного коллектива Республики.
После отъезда Малько за границу пост главного дирижёра заняли Александр Гаук и Фриц Штидри. В 1938 Штидри, не принявший советского гражданства, покинул СССР. Главным дирижёром был назначен Евгений Мравинский.

### Оркестр в годы Великой Отечественной Войны
В годы войны оркестр был эвакуирован в Новосибирск, где за три года дал 538 концертов.
После войны оркестр впервые выехал на зарубежные гастроли в Финляндию в 1946 году, с 1955 регулярно гастролировал в Европе, Японии и США. В 1971 г. коллектив выступил под управлением Геннадия Рождественского на «Променад-концертах» в Лондоне.

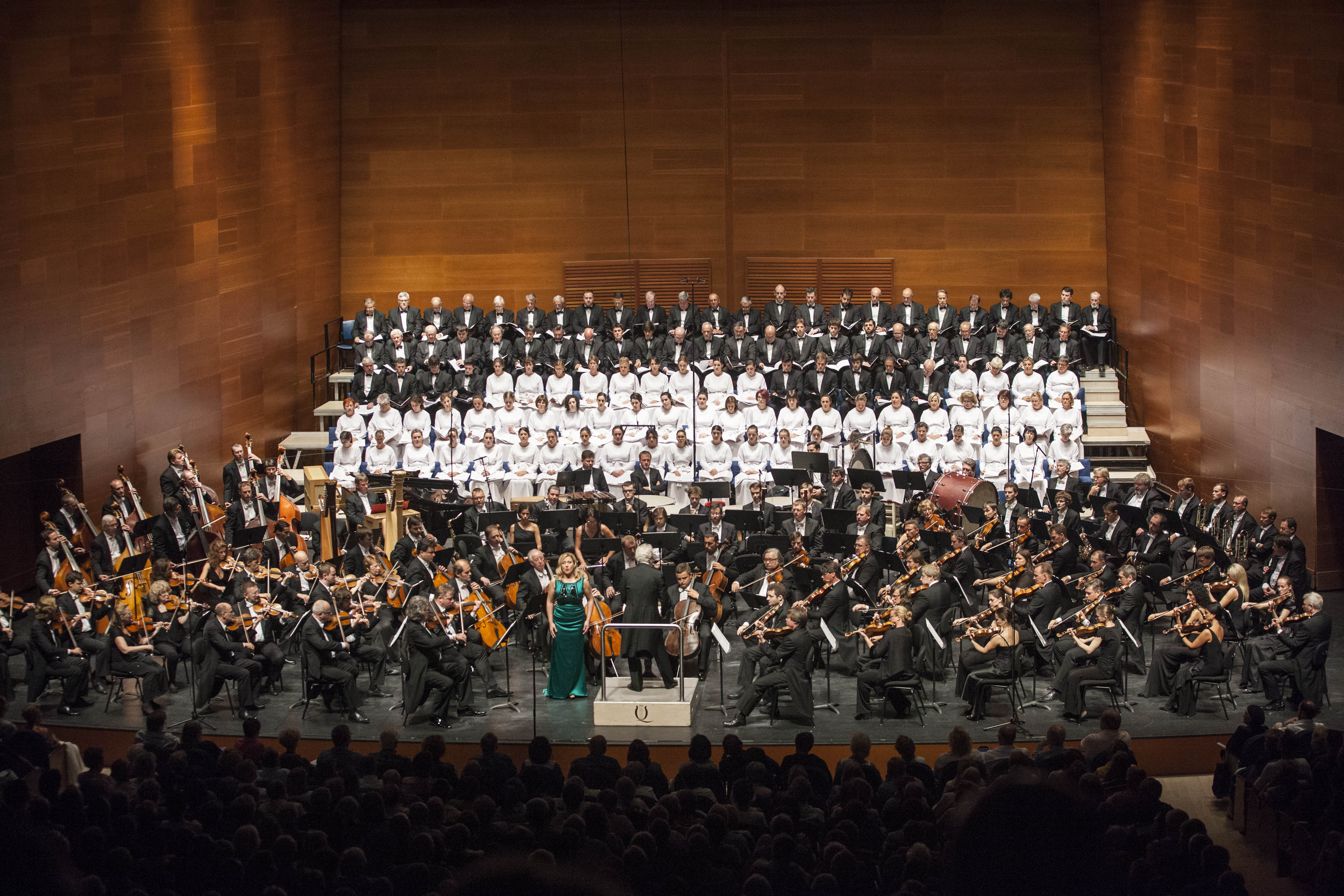
На фестивале Quincena Musical de San Sebastián (2015)

За 50 лет под руководством Мравинского Заслуженный коллектив завоевал репутацию одного из лучших оркестров мира. Критики отмечали благородство фразировки, мягкий и певучий тон струнных, ансамблевую дисциплину и высокое индивидуальное мастерство музыкантов. В разное время в оркестре работали выдающиеся инструменталисты: скрипачи В. С. Либерман (концертмейстер оркестра) и В. Ю. Овчарек, альтист В. И. Стопичев, виолончелист А. П. Никитин, контрабасист М. М. Курбатов, арфистка Т. Л. Тауэр, флейтисты Б. В. Тризно и А. М. Вавилина, гобоист Владимир Курлин, кларнетист В. П. Безрученко, валторнист В. М. Буяновский, трубач В. С. Марголин, тромбонист А. А. Козлов, тубист Валентин Галузин, литаврист Анатолий Иванов. С оркестром выступали выдающиеся отечественные и зарубежные исполнители ― Святослав Рихтер, Эмиль Гилельс, Артур Шнабель, Давид Ойстрах, Леонид Коган, Йозеф Сигети и другие.

### Современная история
После смерти Евгения Мравинского в 1988 году главным дирижёром был избран Юрий Темирканов. Несмотря на тяжелую экономическую ситуацию в России в 1990-е годы, удалось сохранить коллектив и его место в мировом табеле о рангах. В 2005 г. заслуженный коллектив открывал сезон в Карнеги-холле. В 2006 оркестр включен в десятку лучших оркестров Европы, а в 2008 году самый авторитетный в Европе журнал о музыке Gramophone включил Санкт-Петербургский филармонический оркестр в двадцатку лучших оркестров мира.
С января 2022 года главным дирижёром оркестра является Николай Алексеев. 

## Главные дирижёры
- Герман Флиге (1882—1907)
- Гуго Варлих (1907—1917)
- Сергей Кусевицкий (1917—1920)
- Эмиль Купер (1920—1923)
- Валериан Бердяев (1924—1926)
- Николай Малько (1926—1930)
- Александр Гаук (1930—1934)
- Фриц Штидри (1934—1937)
- Евгений Мравинский (1938—1988)
- Юрий Темирканов (1988—2022)
- Николай Алексеев (с 2022)

## Оркестранты

### Струнные инструменты
- Геллер, Александр Борисович — виолончелист
- Догадин, Андрей Сергеевич — альтист
- Клычков, Лев Леонидович — скрипач, концертмейстер оркестра с 1998 года
- Козлов, Илья Андреевич — скрипач
- Либерман, Виктор Семёнович — скрипач
- Никитин, Анатолий Павлович — виолончелист
- Овчарек, Владимир Юрьевич — скрипач
- Попов, Павел Владимирович — скрипач
- Рыжков, Евгений Сергеевич — контрабасист
- Чирков, Артём Валерьевич — контрабасист
- Хрычев, Дмитрий Юрьевич — виолончелист
- Шило, Александр Алексеевич (1989-) — контрабасист

### Духовые, ударные инструменты
- Андреев, Дмитрий Анатольевич — тромбонист
- Алешков, Владимир Олегович — трубач
- Аввакумов, Валентин Александрович (2001—2016) — тубист
- Безрученко, Валерий Павлович — кларнетист
- Большиянов, Юрий Андреевич — трубач
- Буяновский, Виталий Михайлович — валторнист
- Буяновский, Михаил Николаевич — валторнист
- Вавилина, Александра Михайловна — флейтистка
- Васильев, Александр Гордеевич — фаготист
- Венгловский, Виктор Фёдорович (1950-) — тромбонист
- Виноградов, Борис Парфентьевич (1972—1994) — тромбонист
- Вишневский, Степан Фёдорович — валторнист
- Ворожцова, Марина Владимировна — флейтистка
- Галузин, Валентин Владимирович (1970—2001) — тубист
- Генслер, Владимир Иванович — кларнетист
- Глухов, Андрей Евгеньевич (1974-) — валторнист
- Довгалюк, Сергей Юрьевич — валторнист
- Евтушенко, Алексей Михайлович — бас-тромбонист
- Ерёмин, Дмитрий Фёдорович — фаготист
- Иванов, Анатолий Васильевич — ударник
- Игнатьев, Максим Алексеевич — тромбонист
- Измайлов, Михаил Михайлович — кларнетист
- Казаков, Андрей Витальевич — кларнетист
- Кафельников, Владимир Юльевич (1980—1991) — трубач
- Козлов, Аким Алексеевич (1937—1989) — тромбонист
- Куйванен, Николай Андреевич (1938—1970) — тубист
- Курлин, Владимир Михайлович — гобоист
- Малков, Валентин Александрович (1960—1979) — трубач
- Марголин, Вениамин Савельевич — трубач
- Неретин, Николай Семёнович — гобоист
- Осадчук, Василий Евсеевич — литаврист
- Соболев, Валерий Иванович — гобоист (английский рожок)
- Соколов, Кирилл Борисович (1972—1988) — фаготист
- Талыпин, Олег Евгеньевич — фаготист
- Тосенко, Пётр Васильевич — гобоист
- Федотов, Владимир Петрович — флейтист
- Чирсков, Валерий Павлович — трубач

## Награды
- Орден Трудового Красного Знамени (30 ноября 1982 года) — за заслуги в развитии советского музыкального искусства и в связи со 100-летием со дня основания[5].